# Dom dla lamparta
Dom dla lamparta (ros. Дом для леопарда) – radziecki krótkometrażowy film animowany z 1979 roku w reżyserii Anatolija Rieznikowa studia Ekran.

## Fabuła
O tym jak zwierzęta pomogły głupiemu lampartowi znaleźć sobie dom.